# Las Vegas Flash
Die Las Vegas Flash waren ein US-amerikanisches Inlinehockeyfranchise aus Las Vegas im Bundesstaat Nevada. Es existierte im Jahr 1994 und nahm an einer Spielzeit der professionellen Inlinehockeyliga Roller Hockey International teil. Die Heimspiele des Teams wurden im Thomas & Mack Center ausgetragen.

## Geschichte
Das Team war vor der Saison 1994 von Salt Lake City, Utah, wo es als Utah Rollerbees spielte, nach Las Vegas im Bundesstaat Nevada verlegt worden. In seiner einzigen Saison in der Roller Hockey International verpasste das Team die Playoffs um den Murphy Cup deutlich.
Nach der Saison 1994 wurde das Team aufgelöst.
1994 hatte das Team einen Zuschauerschnitt von 2867 und fand sich im Vergleich der anderen Teams im unteren Drittel wieder. Der Zuschauerkrösus Anaheim Bullfrogs hatte einen Schnitt von 10155, während lediglich 1505 Zuschauer die Spiele der Calgary Rad’z besuchen wollten.
Die Teamfarben waren Violett, Scharlachrot, Orange und Schwarz.

## Saisonstatistik
Abkürzungen: Sp = Spiele, S = Siege, N = Niederlagen, U = Unentschieden, Pkt = Punkte, T = Erzielte Tore, GT = Gegentore
| Saison | Sp | S | N  | U | Pkt | T   | GT  | Platz       | Playoffs           |
| 1994   | 22 | 6 | 15 | 1 | 13  | 152 | 186 | 6., Pacific | nicht qualifiziert |

## Bekannte Spieler
- Rich Chernomaz
- Wayne Cowley
- Scott Daniels
- Shawn Heaphy
- Stu Kulak
- Walt Poddubny
- Serge Roberge
- Garth Snow